# Епархия Маради
Епархия Маради (лат. Dioecesis Maradensis) — епархия Римско-католической церкви c центром в городе Маради, Нигер. Епархия Маради занимает около 80% территории Нигера и распространяет свою юрисдикцию на регионы Агадес, Диффа, Зиндер, Маради и Тахуа. Епархия Маради входит в митрополию Ниамея. Кафедральным собором епархии Маради является церковь Божией Матери Лурдской.

## История
13 марта 2001 года Папа Римский Иоанн Павел II издал буллу Summa diligentia, которой учредил епархию Маради, выделив её из епархии Ниамея (сегодня — Архиепархия Ниамея). Первоначально епархия Маради находилась в непосредственном подчинении от Святого Престола.
25 июня 2007 года епархия Маради вошла в церковную провинцию Ниамея.

## Ординарии епархии
- епископ Амбруаз Уэдраого (13.03.2001 — по настоящее время).

## Статистика
| год  | население | население  | население | священники | священники        | священники         | священники                           | постоянные диаконы | монахи  | монахи  | приходы |
| год  | католики  | всего      | %         | всего      | белое духовенство | черное духовенство | число католиков на одного священника | постоянные диаконы | мужчины | женщины | приходы |
| ---- | --------- | ---------- | --------- | ---------- | ----------------- | ------------------ | ------------------------------------ | ------------------ | ------- | ------- | ------- |
| 2001 | 1.500     | 6.000.000  | 0,0       | 18         | 2                 | 16                 | 83                                   |                    | 16      | 40      | 8       |
| 2002 | 1.000     | 5.959.000  | 0,0       | 15         | 3                 | 12                 | 66                                   |                    | 15      | 34      | 6       |
| 2003 | 1.054     | 5.959.000  | 0,0       | 16         | 4                 | 12                 | 65                                   |                    | 14      | 38      | 6       |
| 2004 | 1.031     | 6.000.000  | 0,0       | 15         | 4                 | 11                 | 68                                   |                    | 14      | 36      | 7       |
| 2007 | 1.150     | 6.443.000  | 0,0       | 17         | 4                 | 13                 | 67                                   |                    | 17      | 37      | 7       |
| 2013 | 1.541     | 7.333.000  | 0,0       | 17         | 5                 | 12                 | 90                                   |                    | 16      | 29      | 7       |
| 2016 | 1.600     | 11.604.335 | 0,0       | 14         | 5                 | 9                  | 114                                  |                    | 11      | 19      | 6       |
| 2019 | 1.725     | 13.003.775 | 0,0       | 23         | 21                | 2                  | 75                                   |                    | 5       | 23      | 7       |

## Источник
- Annuario Pontificio, Libreria Editrice Vaticana, Città del Vaticano, 2003, ISBN 88-209-7422-3
- Булла Summa diligentia  (лат.)